# Magyarország nemzeti parkjai (televíziós sorozat)
A Magyarország nemzeti parkjai vagy 10 PARK 2003-tól 2006-ig készült, 2007-ben bemutatott színes, 10 részes magyar természetfilm-sorozat, amelyben Magyarország 10 nemzeti parkjának természeti, növény,- és állattani és kulturális értékeit mutatják be négy évszakos felvételekkel.

## Epizódok
| Epizódszám | Cím                                                         | Első sugárzás       | Az epizód narrátora |
| ---------- | ----------------------------------------------------------- | ------------------- | ------------------- |
| 1.         | Az első – A Hortobágyi Nemzeti Park                         | 2007. július 8.     | Szakácsi Sándor     |
| 2.         | Találkozások térben és időben – A Duna–Ipoly Nemzeti Park   | 2007. július 15.    | Selmeczi Roland     |
| 3.         | A vadludak útján – A Fertő–Hanság Nemzeti Park              | 2007. július 22.    | Szakácsi Sándor     |
| 4.         | A gyöngyszem – Az Aggteleki Nemzeti Park                    | 2007. július 29.    | Szakácsi Sándor     |
| 5.         | Vízjárta puszták vidékén – A Körös–Maros Nemzeti Park       | 2007. augusztus 5.  | Selmeczi Roland     |
| 6.         | Fennsík az ország tetején – A Bükki Nemzeti Park            | 2007. augusztus 12. | Selmeczi Roland     |
| 7.         | A homok és a szik birodalma – A Kiskunsági Nemzeti Park     | 2007. augusztus 18. | Szakácsi Sándor     |
| 8.         | Táj és ember – Az Őrségi Nemzeti Park                       | 2007. augusztus 19. | Szakácsi Sándor     |
| 9.         | Az élő vizek parkja – A Duna–Dráva Nemzeti Park             | 2007. augusztus 26. | Szakácsi Sándor     |
| 10.        | A magyar tenger mellékén – A Balaton-felvidéki Nemzeti Park | 2007. szeptember 2. | Szakácsi Sándor     |

## Stáb
- Rendező: Asbót Kristóf, Sáfrány József, Dala István, Paczolay Béla, Tóth Zsolt Marcell, ifj. Kollányi Ágoston, Nádaskay István, Stodulka Gábor, Gyenes Károly
- Író: dr. Fiar Sándor, Nádaskay István
- Szerkesztő: Gyenes Károly, Sáfrány József, Asbót Kristóf, Hollós László, Zachar Zita, Nádaskay István
- Zene: Mátyás Attila Merkaba, Dés László
- Zenei szerkesztő: Herczegh László
- Operatőr: Sáfrány József, Kele Andor, Csóka Zoltán, Stenszky Gyula, Tóth Zsolt Marcell, Asbót Kristóf, Ákos Péter, Kocsis Tibor, László Zsolt, Molnár Attila Dávid, Nádorfi Lajos, Dala István, Széll Antal, Kiss Aurél, Nádaskay István, Szommer Tamás, Karácsony Sándor
- Vágó: Farkas Éva, Tóth Zsolt Marcell
- Hangmérnök: Kertes Ferenc
- Gyártásvezető: Péterfay Attila, Kerekes Péter
- Producer: Fényes András, Török Gábor
- Narrátor: Szakácsi Sándor, Selmeczi Roland

## DVD megjelenés
A sorozat alig 1 hónappal a TV-s bemutatót követően a MOKÉP ZRT. gondozásában 2 DVD-n is megjelent. Egy DVD-n 5 epizód található.
- I. Dunántúl:
  - A vadludak útján – A Fertő–Hanság Nemzeti Park
  - Találkozás térben és időben – A Duna–Ipoly Nemzeti Park
  - Táj és ember – Az Őrségi Nemzeti Park
  - A magyar tenger mellékén – A Balaton-felvidéki Nemzeti Park
  - Az élő vizek parkja – A Duna–Dráva Nemzeti Park

- II. Dunán innen...:
  - A gyöngyszem – Az Aggteleki Nemzeti Park
  - Fennsík az ország tetején – A Bükki Nemzeti Park
  - Az első – A Hortobágyi Nemzeti Park
  - A homok és a szik birodalma – A Kiskunsági Nemzeti Park
  - Vízjárta puszták vidékén – A Körös–Maros Nemzeti Park